# Vehículo de Reconocimiento Tipo 95
El Vehículo de Reconocimiento Tipo 95 (九五式小型乗用車?), más conocido como Kurogane, fue un automóvil desarrollado tras el incidente de Mukden, donde se comprobó la necesidad de contar con un vehículo de este tipo en el Ejército Imperial Japonés. Se construyeron un total de 4.800 unidades en sus diferentes configuraciones de carrocería.
El nombre Kurogane que adoptó se debe a la compañía que lo fabricó.

## Características
El Kurogane fue el único vehículo de su tipo en servicio diseñado exclusivamente en Japón. El motor de 2 cilindros en V refrigerado por aire resultaba ideal para las condiciones imperantes en el norte de China, frecuentemente con bajas temperaturas. La ausencia de radiador eliminaba la posibilidad de congelación del circuito de refrigeración, así como la necesidad en emplear agua para su llenado. Su desplazamiento era de 1.399 centímetros cúbicos, entregando una potencia de 33 bhp (24,6 kW).